# Hans Uhlmann
Hans Uhlmann (Berlijn, 27 november 1900 – aldaar, 28 oktober 1975) was een Duitse beeldhouwer.

## Leven en werk
Hans Uhlmann werd van 1919 tot 1924 opgeleid tot ingenieur aan de Technische Hochschule in Berlijn en was in de periode van 1924 tot 1926 als technicus werkzaam in Kiel, maar schakelde om naar de beeldhouwkunst. Vanaf 1925 deed hij zijn eerste pogingen zich kunstzinnig uit te drukken. Van 1926 tot 1933 was hij medewerker van de beeldhouwer Max Kloß aan de Technische Universiteit in Berlijn. Zijn eerste tentoonstelling vond plaats bij Galerie Gurlitt in Berlijn. In 1932 paste hij voor het eerst metaaldraad toe, het voor hem destijds typische materiaal voor zijn beeldhouwwerk.
Op 26 oktober 1933 werd Uhlmann bij het uitdelen van antifascistische folders aangehouden en in een ruimte (kelder) van de Gestapo verhoord. Hij werd wegens het aanzetten tot hoogverraad tot 1½ jaar veroordeeld en tot mei 1935 opgesloten in de gevangenis Berlin-Tegel. Zijn metaalsculptures werden aangemerkt als Entartete Kunst. In zijn gevangenisperiode ontwierp hij, in een hem verstrekte schetsmap, zijn draadfiguren. Na zijn vrijlating was hij als constructeur werkzaam bij het bedrijf National-Krupp. In volstrekte isolatie ontwikkelde hij evenwel een omvangrijk oeuvre aan metaalsculptures, welke na de oorlog in de Berlijnse Galerie Rosen werden geëxposeerd. Hij had bij deze eerste Duitse galerie na de Tweede Wereldoorlog van 1946 tot 1948 de leiding over de tentoonstellingen.
Hans Uhlmann werd in 1950 tot hoogleraar benoemd aan de Hochschule für Bildende Künste Berlin. Hij doceerde in de basisopleiding het vak "kunst van het Bauhaus", waarmee hij zich de nodige ergernis van andere hoogleraren op de hals haalde, die de studenten moesten onderrichten in de verdere opleiding. Dit duurde tot 1952, toen hij de beeldhouwopleiding op zich nam. In 1951 was Uhlmann deelnemer aan de Biënnale van São Paulo en in 1955 werd hij uitgenodigd voor documenta 1 in Kassel. Ook bij latere edities van de documenta was hij aanwezig: nummer II in 1959 en III in 1964.
Uhlmann werd begraven op het Waldfriedhof in Berlijn-Zehlendorf.

## Musea
- Lehmbruck-Museum in Duisburg: Kopf (1937) en Männlicher Kopf (1942)
- Neue Nationalgalerie in Berlijn:
- Berlinische Galerie in Berlijn: (Sammlung: Neuanfang nach dem zeiten Weltkrieg)
- Kunsthalle Mannheim in Mannheim:
- Museum of Modern Art in New York:

## Werken in de openbare ruimte
- Berlijn: Freiplastik Hansaviertel (1957)
- Bonn: Zonder titel (1959) (ook wel genaamd Beethoven 1959) voor de Beethovenhalle
- Berlijn: Plastik (1960) voor de Deutsche Oper Berlin
- Leverkusen: Verzetsmonument (1960)
- Stuttgart: Agression I (1961)
- Bielefeld: Entfaltung (1966)
- Tübingen: Ohne Titel (1971) Kupferbau Universiteit Tübingen

## Fotogalerij

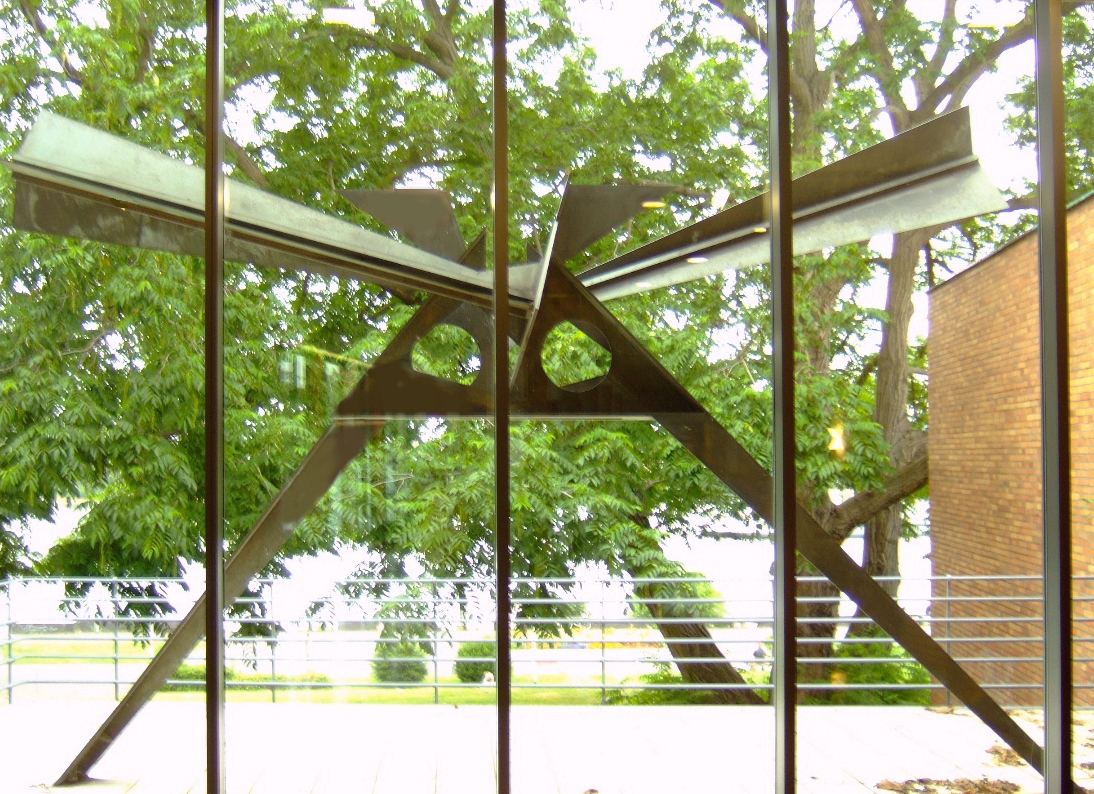
Hans Uhlmann: o.T. (1959), Bonn
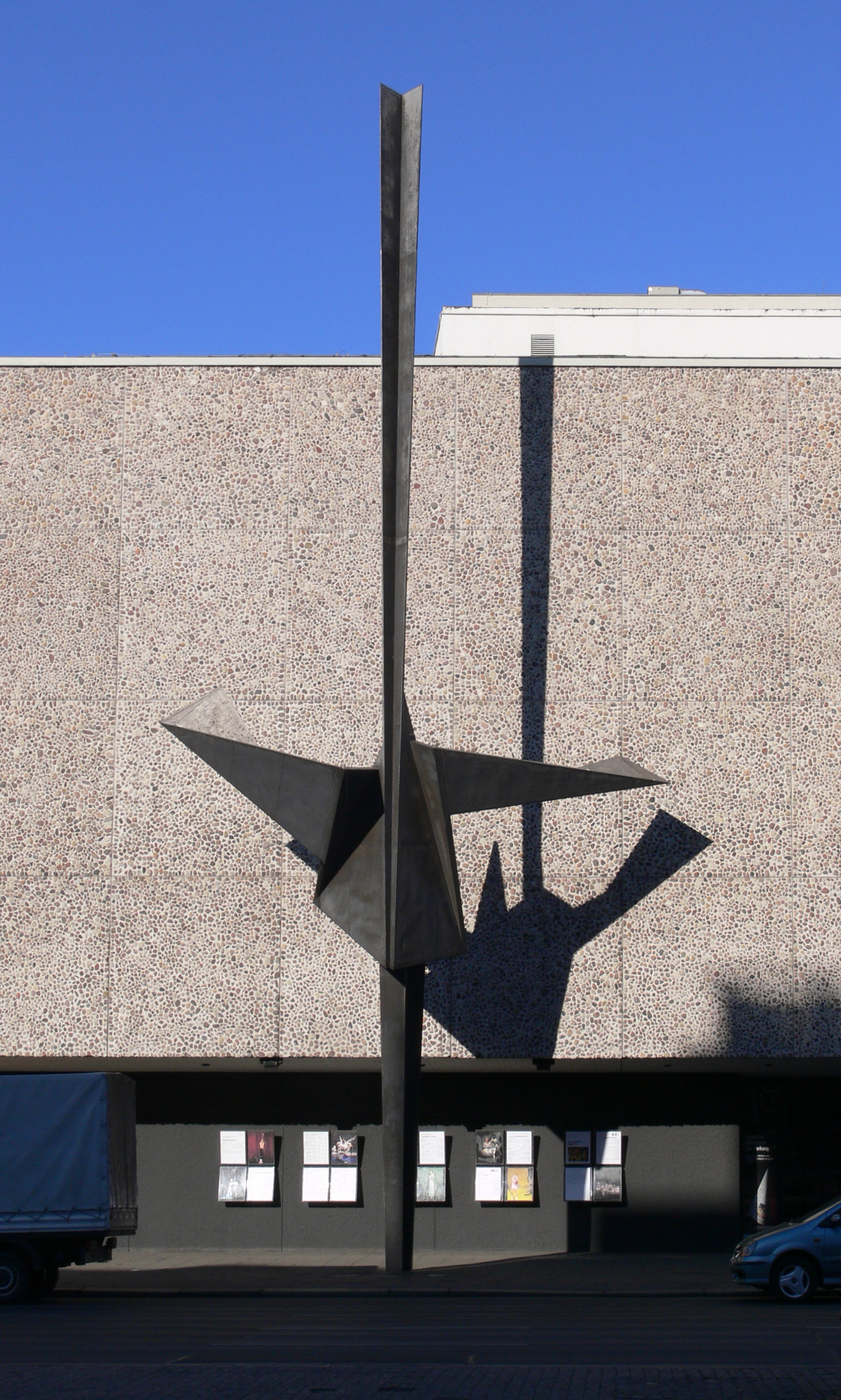
Plastik (1960), Berlijn
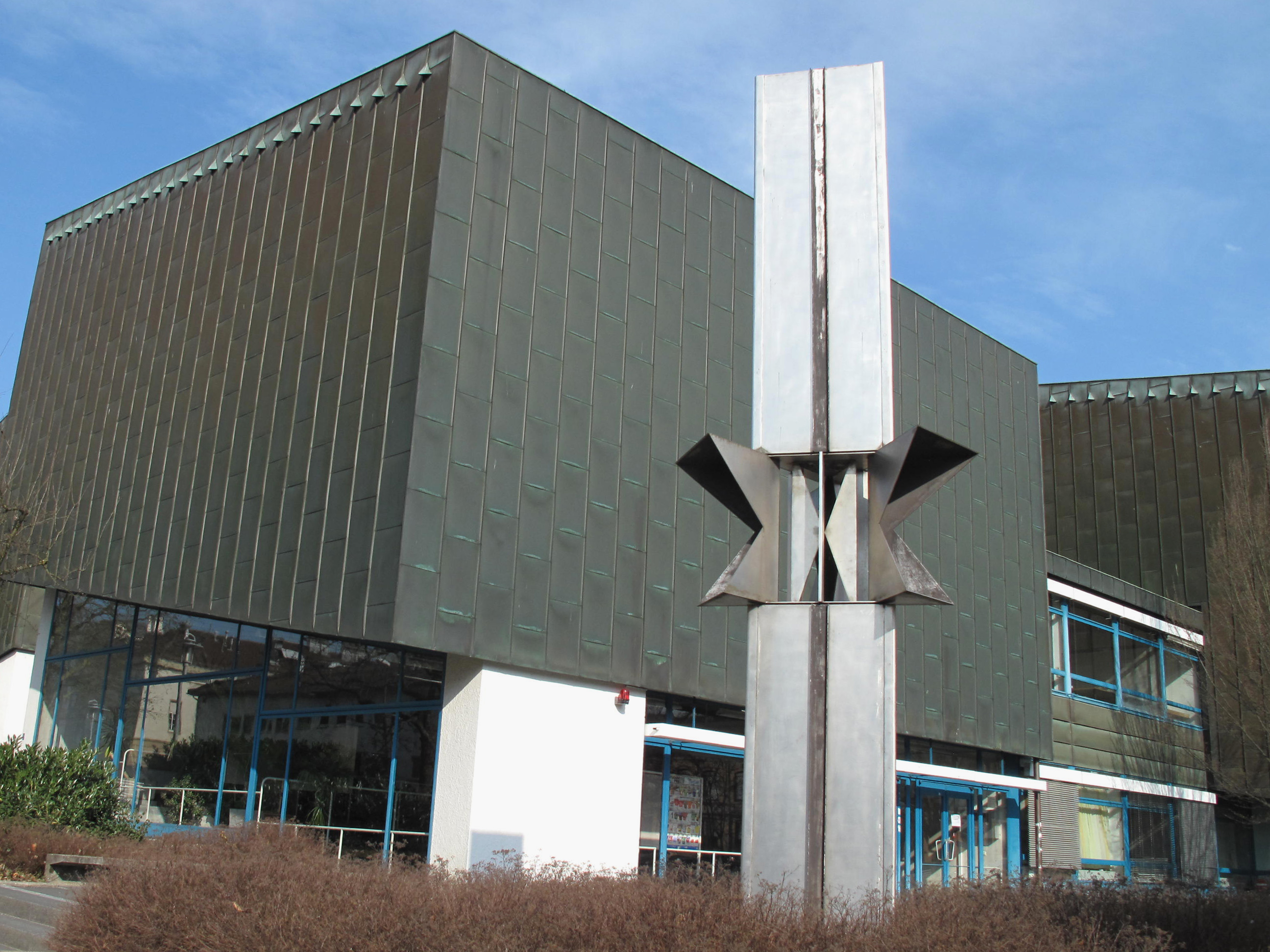
Ohne Titel, (1971), Tübingen